# Vampyrum spectrum
Vampyrum spectrum — вид родини листконосові (Phyllostomidae), ссавець ряду лиликоподібні (Vespertilioniformes, seu Chiroptera).

## Середовище проживання
Країни поширення: Беліз, Болівія, Бразилія, Колумбія, Коста-Рика, Еквадор, Французька Гвіана, Гватемала, Гаяна, Гондурас, Мексика, Нікарагуа, Перу, Суринам, Тринідад і Тобаго, Венесуела. Цей кажан зазвичай знаходиться в низовині, вічнозелених лісах, а іноді й у хмарних або листяних лісах або болотистій місцевості. 

## Екологія
М'ясоїдний, їсть птахів і дрібних ссавців (іноді амфібій і рептилій) від близько 20 до 150 грамів. Раніше вважалося, що вид харчується кров'ю, звідси й назва. При полюванні політ повільний і низько до землі й мабуть, полюють, в основному, за запахом. 
Лаштує сідала в групах від 1 до 5 у дуплах дерев. Групи зазвичай складаються з пари дорослих і їхнього потомства, які висять щільно притулившись разом. Їхні моногамні відносини є тривалими, можливо, на все життя. Коли каженята малі, один з батьків залишається з ними, в той час як інший вирушає на пошуки їжі. Після повернення здобич спільно споживається. Активність починається у сутінках. Зазвичай у самиці народжується одне каженя на рік, хоча відмічали народження й до 3 малюків. Мати зазвичай дуже уважна й ніжна з потомством.
Вороги. Хижаки, що полюють на вампірів — деревні змії, коаті, кішки роду Leopardus, сови. У неволі живе до 5,5 років.

## Морфологічні особливості
Довжиною 12,5–13,5 см (немає хвоста), маса тіла 145–190 гр. Розмах крил зазвичай знаходиться в діапазоні від 60 до 91,5 см. Хутро досить коротким і тонке, зверху червонувато-коричневого кольору, знизу трошки блідіше. Вуха дуже довгі й округлі. Хвостова мембрана довга і широка. Писок довгий і вузький, зуби сильні.